# 3618 Kuprin
3618 Kuprin è un asteroide della fascia principale. Scoperto nel 1979, presenta un'orbita caratterizzata da un semiasse maggiore pari a 3,1500031 UA e da un'eccentricità di 0,1804180, inclinata di 2,01083° rispetto all'eclittica.
L'asteroide è dedicato allo scrittore russo Aleksandr Ivanovič Kuprin.